# 挪威廣播公司
挪威廣播公司（挪威語：Norsk rikskringkasting，縮寫：NRK，也称挪威国家广播公司或挪威国家广播电视台），是挪威的國營公共廣播機構，也是挪威最大的广播电视机构。由挪威政府出资，向其本土和海外提供电台、电视、互联网服务。它是該國首屈一指的公共媒體機構。所有的挪广电视频道和广播频率都可以通过其官网nrk.no在线观看和收听。挪威广播公司是欧洲广播联盟的创始成员。

## 財經情況
該公司的出資並非國家預算的一部份，但是主要通過對公司的大股東收取牌照費用以及節目製作和DVD銷售等，另外還採用某種贊助形式。

## 公司簡史
1925年，私營廣播公司Kringkastningselskapet A/S開始在挪威國內進行廣播。1933年該公司以英國廣播公司的模式創始NRK公司。

## 频道

### 电台
挪广现有13套广播频率，目前除挪威广播一台（NRK P1）尚有模拟广播（长波）服务外，其他频率仅通过数码声音广播和互联网传输。挪威广播一台在芬马克设有长波发射台，以193 KHz的频率对挪威北部地区播音。
以下是挪广的广播频率表
- 挪威广播一台 (NRK P1)，主要播出新闻和谈话节目。
- 挪威广播一台经典金曲频率 (NRK P1+)，以播放各类经典流行音乐为主。
- 挪威广播二台 (NRK P2)，主要播出谈话和辩论节目。
- 挪威广播三台 (NRK P3)，主要播放流行音乐。
- 挪威广播三台青年频率 (NRK MP3)，播放流行音乐。
- 挪威广播新闻频率 (NRK Alltid nyheter)，以播放新闻节目为主，夜间会转播英国广播公司国际频道的节目。
- 挪威广播少儿频率 (NRK Super)，播放少儿娱乐节目。
- 挪威广播十三台 (NRK P13)，播放摇滚乐和独立音乐。
- 挪威广播萨米语频率 (NRK Sápmi)，以萨米语广播，主要播出针对萨米族地区的新闻、谈话、交通、音乐节目。
- 挪威广播体育频率 (NRK Sport)，播出体育类节目。
- 挪威广播民间音乐频率 (NRK Folkemusikk)，主要播出挪威和英国的民间音乐。
- 挪威广播爵士乐频率 (NRK Jazz)，主要播出爵士乐。
- 挪威广播古典音乐频率 (NRK Klassisk)，主要播出古典音乐。